# Опыт о неравенстве человеческих рас
«Опыт о неравенстве человеческих рас» (фр. Essai sur l'inégalité des races humaines) — основное четырёхтомное сочинение 1853, 1855 годов французского барона Артюра де Гобино, заложившего основы «расовой теории» («отца европейского расизма»). Работа не была научной, она ориентировалась на широкую публику.

## Содержание
Гобино связал талант и одарённость человека с его внешним видом и расовой принадлежностью. Там же появляется широко известное выражение «истинный ариец». Автор разделял гипотезу, о расселении исконных «арийцев» с территории Средней Азии. «Арийцев» он наделял самыми положительными качествами, считал их флагманом всего человечества, «избранной расой», «детьми богов» и создателями древних цивилизаций. Он приписал им светлую кожу, белокурые волосы и голубые глаза и восхищался их физическим совершенством, ссылаясь на лучшие творения древнегреческих скульпторов. Согласно Гобино, именно германцы сохранили наиболее чистую «арийскую» кровь. Современную область расселения «арийского элемента» в Европе Гобино определял как: Швеция, Норвегия, Дания, далее — Ганновер и Вестфалия на Нижнем Рейне (северо-западная Германия), Эльзас и часть Лотарингии, Голландия, Бельгия и на северо-восток Франции вплоть до нижней Сены, Англия и Исландия. На этих землях «всё, что имеет позитивное применение, находило плодородную почву. По мере продвижения к югу эти предпосылки ослабляются. Причём это объясняется не более жарким солнцем… Это есть воздействие крови». Гобино отразил в своей работе пессимизм старой аристократии, идущей к упадку. Он пытался объяснить гибельную участь «арийцев», сводя эти объяснения к «расовому смешению», которое ведёт к «дегенерации».
Вопреки своему расистскому подходу в целом, Гобино положительно характеризовал евреев, писал о них как о «сильном и мудром народе, искусном во всем, за что ни возьмется».
У Гобино уже присутствовали развитые позже другими авторами идеи «второсортности» и «расовой неполноценности» славян. В частности он не включал в территорию современного ему расселения «арийского элемента» большую часть Германии на основании того, что население восточной и центральной Германии в Средние века смешалось с вендами (славянами). Сами же славяне будучи в древности «белым арийским народом», «ушли на северо-восток нашего континента и там вступили в разрушительное соседство с финнами», что привело к их «пассивности» и «неспособности к творчеству». «Находясь на границе между Европой и Азией, они служат естественным переходным элементом между своими западными и восточными монголоидными сородичами». Также Гобино проводил аналогию славян с «семитами», что в дальнейшем нашло отражение в нацистской расовой политике. Гобино уделял славянам исключительно подчинённую роль.

## Влияние
Исторические и культурологические темы привлекали Гобино не только в качестве источника знания, но и как урок, предостережение в отношении современного ему мира. Свою работу он писал не для специалистов, а ориентировал её на широкую публику, представляя расовый миф в качестве универсального ключа для понимания сути общественного развития. Книга Гобино не произвела впечатления в республиканской Франции, но она имела отклик в среде немецких интеллектуалов, которые переживали этап романтического национализма и мечтали о грядущей германской славе. К положительному восприятию книги
Гобино немцы были подготовлены идеями Артура Шопенгауэра.
Вслед за Гобино всё больше авторов Центральной Европы стали считать высшей «тевтонскую расу», германцев, наделяя их самыми положительными качествами. Под влиянием Гобино «арийская» идея широко обсуждалась образованной публикой и вдохновляла некоторых германских революционеров. Синтезом идей революции, фольклора и музыки, соединённых с «арийским» мифом, стало творчество известного немецкого композитора Рихарда Вагнера. С трудом Гобино он ознакомился только в 1880 году, хотя имел личное знакомство с последним с 1876 года. Французский автор Жорж де Лапуж вслед за Гобино писал об упадке «арийской расы». Хьюстон Чемберлен, один из ключевых авторов идеи превосходства «арийской расы» опирался, в частности, на идею Гобино, что примесь «чуждой крови» ведёт к «расовому упадку» и деградации. Представление Гобино, что проблемы современного мира связаны «расовым смешением» и падением прежней иерархии в главе с аристократией, повлияло на основателей ариософии Гвидо фон Листа и Йорга Ланца фон Либенфельса.
Гобино не разделял идеи антисемитизма, в отличие от его последователей. Книга Гобино начала забываться, но в 1880-х годах в связи с развитием антисемитизма интерес к его теории снова вырос. Во Фрейбурге было основано «Общество Гобино» с целью распространения расовой теории последнего, в которое входил Чемберлен. Французский антисемитский автор Эдуард Дрюмон также использовал эту теорию. Сам Гобино не делал из своей книги практических выводов, но он считается отцом теоретического антисемитизма.

## Критика
Описывая Индию, Гобино опирался на книгу немецкого индолога Христиана Лассена, при этом исказив многие её положения и ссылаясь на то, чего в этой книге в действительности нет. Коккьяра писал: «хотя Гобино и считал себя этнологом, из его сочинения совершенно ясно видно, что о том, что такое первобытные народы, он не имел ни малейшего представления».